# شيرلي مانسون
شيرلي آن مانسون (بالإنجليزية: Shirley Ann Manson) هي مغنية وكاتبة أغاني وممثلة اسكتلندية ولدت في يوم 26 أغسطس 1966 في مدينة أدنبره في اسكتلندا، قادت فرقة الألترنيتف روك غاربيج وقضت حياتها بين مدينتها الأصلية أدنبره ولوس أنجلوس في الولايات المتحدة، بدأت الغناء في سنة 1981 وإشتهرت بنمط غنائها الثوري.

## روابط خارجية
- شيرلي مانسون على موقع IMDb (الإنجليزية)
- شيرلي مانسون على موقع ميوزك برينز (الإنجليزية)
- شيرلي مانسون على موقع أول موفي (الإنجليزية)
- شيرلي مانسون على موقع إن إن دي بي (الإنجليزية)
- شيرلي مانسون على موقع أول ميوزيك (الإنجليزية)
- شيرلي مانسون على موقع ديسكوغز (الإنجليزية)
- شيرلي مانسون على موقع قاعدة بيانات الفيلم (الإنجليزية)